# Reza Shah Pahlavi
Reza Pahlavi (geboren als Reza Khan) (Perzisch: رضا پهلوی) (Alasht, Savadkuh, Perzië, 16 maart 1878 – Johannesburg, Zuid-Afrika, 26 juli 1944), vaak Reza Sjah genoemd, was de stichter van de Pahlavi-dynastie en sjah van Iran (Perzië) van 1925 tot 1941.

## Jeugd en opleiding
Hij volgde een militaire opleiding en kwam in dienst van de door de Russen opgerichte Perzische Kozakkenbrigade. In 1904 werkte hij als kozak en als beveiliger voor de Nederlandse consul Frits Knobel, die als consul-generaal in Teheran diende van 1889-1895 en van 1902-1904. Maurits Wagenvoort, die Reza ontmoette en met hem sprak tijdens een bijeenkomst van de "Babi-kring van Hadsji Achont" in Teheran in 1903, noemt hem in zijn publicatie uit 1926 de "gholam van zijn Tegenwoordigheid den Nederlandschen Gezant" en sprak over zijn opvallende interesse in de politiek van het Westen. In 1920 onderdrukte hij een pro-communistische opstand in Enzeli. Hij werd daarna commandant van de Kozakkenbrigade en in 1921 bevelhebber en brigadegeneraal. Uit zijn huwelijk met Tadj ol-Molouk (1896-1982), werd in 1919 een zoon geboren, de latere sjah Mohammad Reza Pahlavi.

## Sjah van Iran
Op 22 februari 1921 pleegde kolonel Reza Khan samen met de pro-Britse journalist Zia al-Din Tabataba'i een coup. Tabataba'i werd minister-president, terwijl Reza Khan minister van Defensie, veldmaarschalk en opperbevelhebber werd. Reza nam tevens de titel Janab-i-Ashraf (doorluchtige hoogheid) aan. Binnen maanden raakten Reza en Tabataba'i met elkaar in conflict en in juni 1921 werd Tabataba'i als premier ontslagen.
In 1923 trouwde Reza Khan voor de derde keer, nu met Qamar ul-Mulk. Op 28 oktober 1923 werd hij minister-president. In februari 1925 verkreeg hij dictatoriale bevoegdheden en in oktober 1925, na het vertrek van de laatste Kadjaren (Qajar)-vorst, Ahmad Sjah Kadjar, werd Reza Khan staatshoofd. Op 12 december 1925 werd hij door het parlement (Majlis) tot Sjah-an-Sjah ('koning der koningen', keizer) verkozen.
In april 1926 werd hij gekroond en nam hij de dynastieke pre-islamitische naam Pahlavi (Pahlawi, Pehlavi) aan. Het was niet de enige uiting van antiquarisme tijdens zijn regering. Zo liet hij zich kronen met een kopie van de kroon van koning Sjapoer I (241-271) en werd Cyrus II de Grote als verondersteld seculier heerser naar voren geschoven. In 1935 veranderde hij de buitenlandse naam van het land, Perzië, naar Iran.
Reza Sjah regeerde als een absoluut vorst. Hij raakte geïnspireerd door president Atatürk van Turkije en sjah Amanoellah Khan van Afghanistan. Wegens zijn hervormingsbeleid kwam hij vaak in conflict met de geestelijkheid. Reza Sjah onderhield nauwe betrekkingen met het Verenigd Koninkrijk, de Sovjet-Unie (vriendschapsverdrag), Turkije, Afghanistan en met Nazi-Duitsland, dat in de jaren dertig de belangrijkste handelspartner van Iran was.

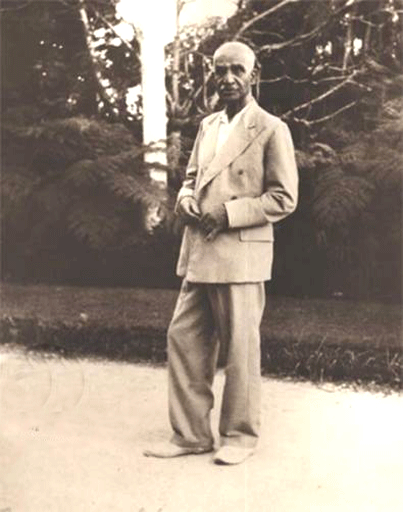
Reza Shah in ballingschap.

Zijn handelspact met Duitsland en de noodzaak voor de Geallieerden om de Transiraanse Spoorlijn onder controle te hebben, leidde tijdens de Tweede Wereldoorlog tot de bezetting in 1941 van Noord-Iran door de Sovjetrussen en van Zuid-Iran door de Britten. Reza Sjah werd naar Mauritius verbannen (later naar Johannesburg, Zuid-Afrika), omdat hij in de Tweede Wereldoorlog de zijde van nazi-Duitsland had gekozen. Even werd gespeeld met de gedachte prins Hamid Kadjar op de troon te zetten en zo de Kadjar-dynastie te restaureren.  Aangezien prins Hamid vanaf zijn zesde jaar in Engeland had gewoond en nauwelijks Perzisch sprak liet het Verenigd Koninkrijk dit idee varen en koos uiteindelijk toch voor de zoon van Reza Sjah, kroonprins Mohammad Reza Pahlavi.
Reza Sjah overleed op 66-jarige leeftijd te Johannesburg. Zijn mausoleum in Ray, even ten zuiden van Teheran, werd tijdens de Iraanse Revolutie (1979) vernietigd.